# Односи Немачке и Уједињених нација
Односи Немачке и Уједињених нација су односи Савезне Републике Немачке и Организације Уједињених нација.
Однос Немачке и Уједињених нација је почео у Другом светском рату када су Уједињене нације биле синоним за Савезнике Другог светског рата, са крајем рата Немачка је стављена под Савезничку окупацију а делови предране територије Немачкој су одузете и придодате Пољској и Совјетском Савезу. 
1949. две државе су створене у окупираним територијама: Савезна Република Немачка (Западна Немачка) у мају и Немачка Демократска Република (Источна Немачка) у октобру.
Савезна Република Немачка је примљена као посматрач у Уједињеним нацијама 1955. а Немачка Демократска Република је примљена као посматрач у Уједињеним нацијама 1972.
Обе Немачке су примљене за пуне чланице Уједињених нација 18. септембра 1973.
Источна Немачка се ујединила са Западном Немачком 3. октобра 1990. што је значило наставак чланства Савезне Републике Немачке у ОУН, а Немачка Демократска Република је престала да постоји.